# Sibianor annae
Sibianor annae  (лат.) — вид аранеоморфных пауков из семейства пауков-скакунов (Salticidae) (Pelleninae). Вид рода Sibianor Logunov, 2001, который был описан российским зоологом Дмитрием Викторовичем Логуновым (Новосибирск).

## Распространение
Китай (Tsin Leong San, Guangdong Prov.).

## Описание
Мелкие пауки длиной около 2—3 мм. Длина головогруди — 1,35 мм, длина глазной области — 0,85 мм (её ширина составляет 0,98 мм спереди и 1,26 сзади), длина брюшка — 1,10 мм, длина хелицер — 0,40 мм. Общая окраска карапакса, максилл и хелицер светло-коричневая; лабиум тёмно-коричневый; бёдра и голени первой пары ног коричневые, их лапки жёлтые; голени (и лапки) других пар ног (II—IV) жёлтые (бёдра коричневые). Брюшко желтовато-коричневое; пальпы коричневато-жёлтые. Название дано в честь Анны Д. Логуновой.